# Bernardo Gui
Bernardo Gui o Bernardo Guidoni (Royères, Limousin; 1261 o 1262–Lauroux; 30 de diciembre de 1331) fue un religioso dominico lemosín, inquisidor en Toulouse entre 1307 y 1323. Como recompensa por su trabajo, se le asignó el Obispado de Tuy en Galicia, España, y un año más tarde el de Lodève en Hérault, Francia. Escribió una guía práctica para inquisidores utilizada durante la Baja Edad Media.

## Biografía
Se hizo religioso a los 19 años, ingresando al noviciado del convento dominico de Limoges. Fue decano de Albi diez años más tarde (1290) y de otras poblaciones, para luego ser nombrado Gran Inquisidor de Toulouse entre 1308 y 1323. Mientras ejerció su cargo, debió hacer frente a tres grandes tipos de herejía de su época: el catarismo, el valdismo y el beguinismo. Su ascenso al episcopado le fue otorgado por el Papa Juan XXII en recompensa por sus servicios.
Historiador y hagiógrafo de su orden, es autor de numerosas obras de gran importancia, entre las cuales es célebre el manual intitulado Practice Inquisitionis hæreticae pravitatis ("Práctica de la Inquisición en la depravación herética"), en el cual trataba sobre las prácticas y métodos de la Inquisición.

## Obras literarias
- "Flores de crónicas"

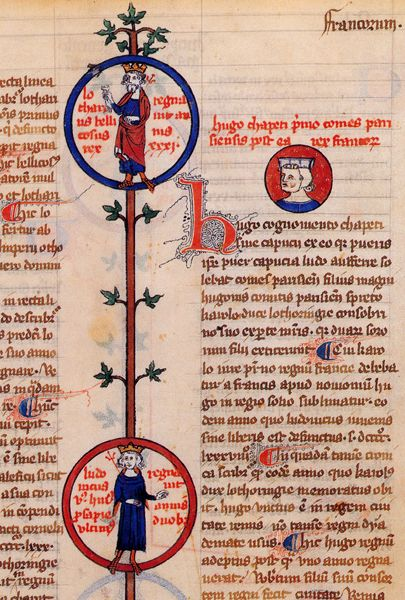
Ilustración de la obra Chronique des rois de France.

- "Crónica breve de los emperadores"
- "Crónica de los reyes de Francia"
- "Catálogo de los obispos de Limoges"
- "Tratado sobre los santos de Limousin"
- "Tratado sobre la historia de la Abadía de San Agustín de Limoges"
- "Crónica de los priores de Grandmont"
- "Crónica de los priores de L'Artige"
- "Crónica de los obispos de Toulouse"
- "Santoral o espejo de los Santos"
- "Vidas de santos"
- "Tratado sobre los 72 discípulos y sobre los Apóstoles"
- "Tratado sobre la época de la celebración de los concilios"
- "Compilación histórica sobre la Orden de los Dominicos"
- "Práctica de la Inquisición"

## Bernardo Gui en obras de ficción
Gui es uno de los personajes de la novela El nombre de la rosa de Umberto Eco, en la cual aparece como un individuo fanático, cruel y despótico que se opone ferozmente a los razonamientos lógicos, prefiriendo someterse enteramente a su inquebrantable fe en Dios. Utilizando métodos de tortura, incluso de su propia invención, hace confesar a sus víctimas crímenes o pecados que no han cometido. La fiabilidad histórica de esta descripción es más que cuestionable, por no decir inventada.